# Diogenes (opera)
Diogenes je jednoaktová komorní opera českého skladatele Ilji Hurníka na vlastní námět a libreto. Poprvé ji uvedla 24. února 1976 brněnská Miniopera v Divadle Reduta.

## Vznik, charakteristika a historie opery
Ilja Hurník napsal tuto krátkou operu v roce 1973 (nebo 1974) s několikaletým odstupem od předchozího operního triptychu Mudrci a bloudi, jehož provedení bylo zmařeno. Svými rozměr, pojetím a formou apokryfu se podobá jednotlivým částem Mudrců a bloudů, jichž je volným pokračováním. Tématem Diogena je radost, kterou má člověk, když sám hudbu vytváří nebo provozuje. (K tomuto tématu se ve větším formátu Hurník vrátil v následujícím operním triptychu Rybáři v síti.) Diogenes je psán jen pro čtyři sólisty a velmi komorně obsazený orchestr.
Opera byla poprvé uvedena v rámci pořadu Večer operních apokryfů, který vedle Diogena obsahoval Odysseův návrat Josefa Berga a Dido a Aeneas Henryho Purcella. V této verzi byla předvedena i na Mladé Smetanově Litomyšli v roce 1979. Znovu jej nastudovala pražská Hudební fakulta Akademie múzických umění v roce 1984 (hrála ji s operou Zámečník klasicistního skladatele Johanna Mederitsche, a dále roku 1992 Hudební fakulta Janáčkovy akademie múzických umění v Brně, tentokrát v kombinaci s operou Erat unum cantor bonus českého klasicistního skladatele Františka Xavera Brixiho.
Podle Ladislava Šípa charakterizuje Hurníkova Diogena poezie a diskrétnost. Libreto je psáno s jemným humorem, vtip je přítomen i v hudbě (například když se Apollón rozezpívává), dialogy jsou více zpívané než recitativní. Hudební půdorys se klene od umírněného začátku, kdy hudba vyjadřuje atmosféru horkého jižního poledne a klid Diogenovy samoty, přes vzrušený vrchol v milostném duetu Diogena s dívkou až po závěr melancholicky doznívající ve vzdáleném ženském sboru a hlasu zvonů. Podle Vladimíra Bora jde o „pěkně načrtnutý žert o kouzelné síle hudby“. Kritika označila operu za „dílo niterného a intelektuálního humoru (nepřijímaného vždy všemi posluchači stejně)“.

## Osoby a první obsazení
| osoba                   | hlasový obor | premiéra (24.2.1976) |
| ----------------------- | ------------ | -------------------- |
| Diogenes                | tenor        | Jaroslav Souček      |
| Dívka                   | soprán       | Jaroslava Janská     |
| Apollon                 | tenor        | Vladimír Krejčík     |
| Faun                    | bas          | Richard Novák        |
| Dirigent: Václav Nosek  |              |                      |
| Režie: Milan Pásek      |              |                      |
| Výtvarník: Karel Zmrzlý |              |                      |

## Instrumentace
1 flétna, 2 hoboje, 1 klarinet, 1 fagot; 2 trubky; klavír; smyčce.

## Děj opery
Hudba má různé podoby. Apollón, který dostal hudbu darem od bohů, ji provozuje dokonale a přesně podle pravidel; udržuje své hlasivky v řádném cviku a očekává úspěch u obdivovatelek všech věků a stavů. Zato faun hudbu vždy znovu objevuje a dokáže zahrát na všechno, co mu padne do ruky: lasturu, vrbový proutek a nakonec i dutou kost. Jeho bezprostřední muzicírování dokáže každého rozradostnit a nejinak se mu vede, když na píšťalku zanotuje pár tónů před sudem, v němž přebývá známý filosof Diogenes. Jako náhodou nechává píšťalku ležet u mudrcova příbytku.
Diogenova filosofie je založena na učení, že k dokonalému štěstí se člověk musí zbavit všech hmotných statků. I svou poslední mísu na jídlo filosof zahodil. Ale píšťalka ho fascinuje. Zkouší na ni hrát, zdokonaluje svou techniku a prstoklad, vyvrtává do ní další dírky, aby z ní dostal více tónů, a z těch tvoří jednoduchou písničku. Zažívá přitom štěstí, jaké již dávno zapomněl. Protože – jak vysvětluje faun krásné dívce, filosofově jediné posluchačce a obdivovatelce – „Poslouchat jenom, ach, to nic není…“, pravou radost přináší hudbu tvořit. Diogenes své hudební experimenty prokládá filosofickými úvahami, jeho postoj k životu se mění, začíná vypravovat o svém dětství a otevírat srdce dívce, které si dříve stěží všiml. Vše se nyní zdá být na dobré cestě, už plánují svou společnou budoucnost v sudu, ale Diogenes se stále vrací ke své píšťalce, až na ni dívka začne žárlit. Vyčítá užaslému mudrci, že mu je ta dutá kost dražší než ona, a opouští ho.
Zklamaný Diogenes v tom vidí potvrzení své původní filosofie: pro dosažení štěstí se člověk musí zbavit všech věcí, tedy i píšťalky. Odhodí ji proto do moře a chvíli se mu zdá, že je spokojen. Ale když padne večer, je mu po píšťalce smutno. Marně volá moře, aby mu jeho píšťaličku vrátilo, a lituje štěstí, které ztratil. Nezbývá mu než zalézt zpátky do sudu. Ale zdálky je slyšet dívčin hlas: „Diogene, miláčku,“ a sbor mudrce chlácholí: „Nelkejte, vždyť jste šťastni. Máte přece touhu, a to je víc nežli naplnění.“